# Grijsbuikwipstaart
De grijsbuikwipstaart (Cinclodes patagonicus) is een vogel uit de familie ovenvogels (Furnariidae).

## Kenmerken
Het verenkleed van deze vogel is grijsbruin, met zijdeling van de kop 2 witte strepen. Zijn roep is een scherp 'tjit'. De lichaamslengte bedraagt 21 cm.

## Leefwijze
Zijn voedsel bestaat uit kleine aquatische dieren, die hij vangt langs rivieren en beken.

## Voortplanting
De vogel nestelt doorgaans in een tunnel, vaak in een rivieroever. Het legsel bestaat uit 3 tot 5 (soms tot 9) stuks. Het broeden neemt meestal 15 tot 20 dagen in beslag. Na 13 tot 18 dagen verlaten de jongen het nest.

## Verspreiding
Deze soort komt voor in het zuidwesten van Zuid-Amerika bij rotsige beken en rivieren en telt twee ondersoorten:
- C. p. chilensis: centraal Chili en westelijk Argentinië.
- C. p. patagonicus: zuidelijk Chili en zuidelijk Argentinië.

## Status
De grootte van de populatie is niet gekwantificeerd maar de soort wordt omschreven als vrij algemeen. Op de Rode lijst van de IUCN heeft deze soort de status niet bedreigd.